# 제1회 전국동시지방선거 광역의원
제1회 전국동시지방선거 광역의원은 제1회 전국동시지방선거 당시 진행되었던 광역의원 선거이다. 본 선거에서 당선된 광역의원은 민선 1기로 1995년 7월 1일부터 1998년 6월 30일까지 직을 수행한다.

## 같이 보기
- 제1회 전국동시지방선거